# Koșmanivka, Mașivka
Koșmanivka (în ucraineană Кошманівка) este localitatea de reședință a comunei Koșmanivka din raionul Mașivka, regiunea Poltava, Ucraina.

## Demografie
Componența lingvistică a localității Koșmanivka
     Ucraineană (95,97%)
     Rusă (3,4%)
     Alte limbi (0,63%)
Conform recensământului din 2001, majoritatea populației localității Koșmanivka era vorbitoare de ucraineană (95,97%), existând în minoritate și vorbitori de rusă (3,4%).